# Pachydissus boops
Pachydissus boops är en skalbaggsart som beskrevs av Blackburn 1890. Pachydissus boops ingår i släktet Pachydissus och familjen långhorningar. Inga underarter finns listade i Catalogue of Life.